# Teatro dell'Opera di Nizza
Il teatro dell'Opera di Nizza è un teatro dell'opera situato a Nizza.
Dal 1992 è monumento storico di Francia.

## Storia
Alla metà del XVIII secolo esisteva, nelle vicinanze della porta Saint-Éloi (Sant'Eligio), nei pressi dell'attuale Opéra, un teatro chiamato Teatro Maccarani, che venne ingrandito nel 1789 e occupato nel 1792 dalle truppe francesi che lo trasformarono in un club patriottico con il nome di Théâtre de la Montagne.
Nel 1826, per desiderio del re Carlo Felice di Savoia, il teatro venne acquistato dalla città che lo demolì e fece costruire un nuovo edificio neoclassico ispirato al Teatro San Carlo di Napoli.
Il teatro venne chiamato Teatro Reale e fu inaugurato nel 1827. Nel corso del Secondo Impero venne ridenominato Théâtre Impérial, quindi nel 1871 Théâtre Municipal.
Il 23 marzo 1881 il Théâtre Municipal venne distrutto da un incendio, sviluppatosi durante una rappresentazione di Lucia di Lammermoor, in cui morirono circa 200 persone.
La ricostruzione, iniziata nel 1882, venne affidata all'architetto François Aune il cui progetto venne avallato da Charles Garnier.
L'inaugurazione del nuovo Théâtre Municipal avvenne il 7 febbraio 1885 con l'Aida di Giuseppe Verdi.
Nel 1902 il Théâtre Municipal assunse l'attuale denominazione di Opéra de Nice.

## Galleria d'immagini

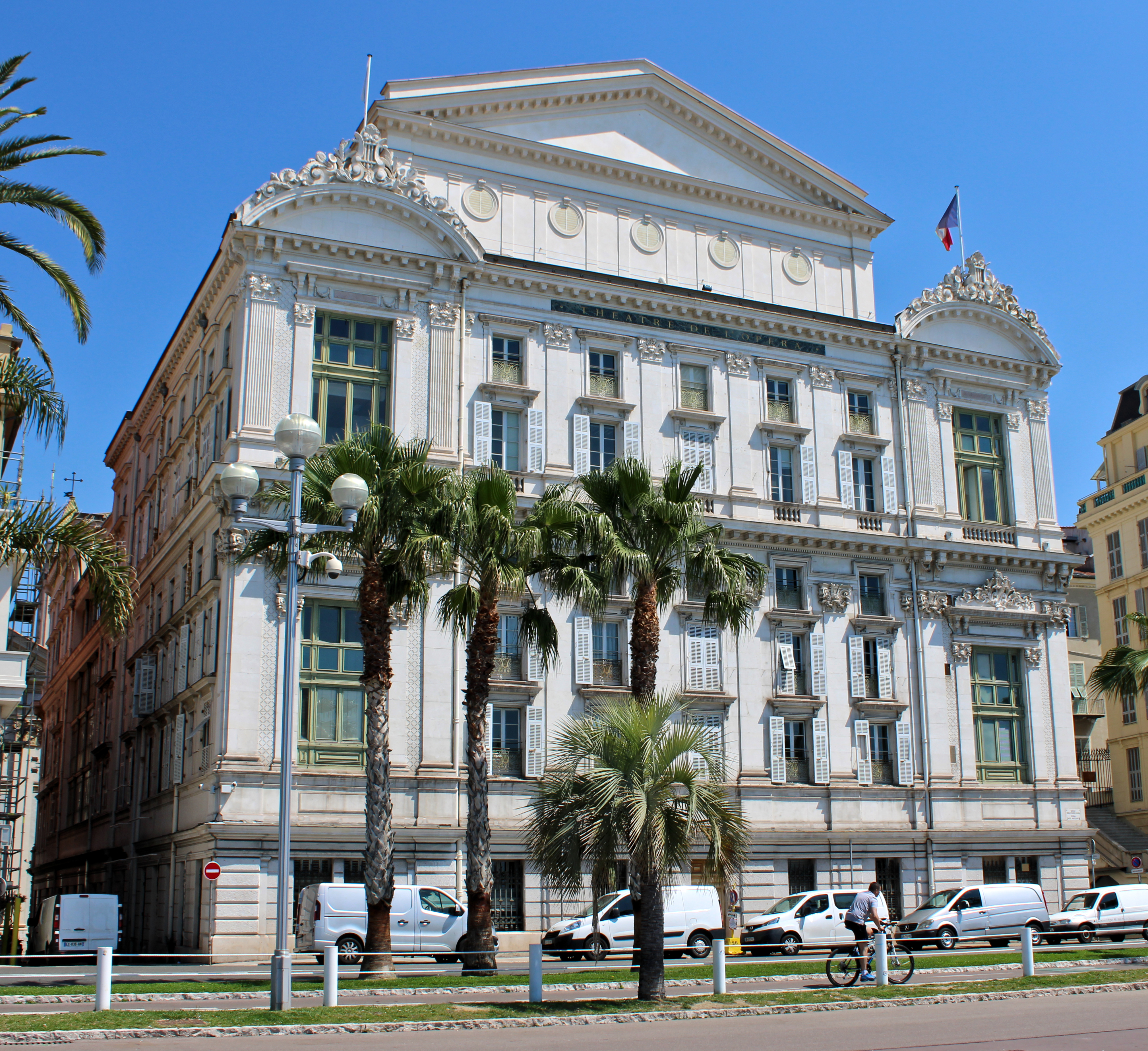
La facciata sud
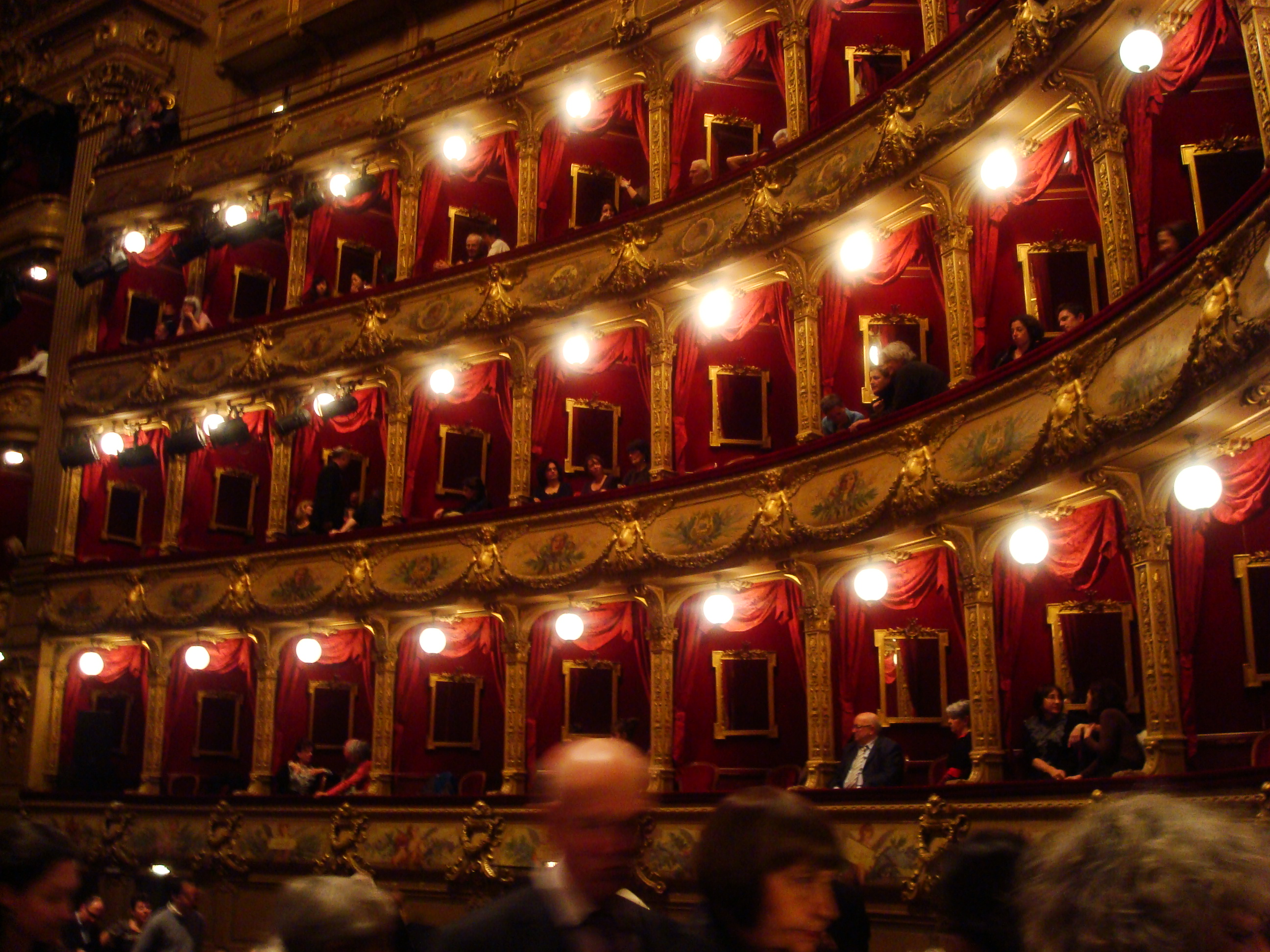
La sala